# Mareike Krügel
Mareike Krügel (Kiel, 1977) è una scrittrice tedesca.

## Biografia
Mareike Krügel ha studiato al Deutsches Literaturinstitut di Lipsia. Vive come scrittrice indipendente nei pressi di Schleswig e dirige il laboratorio di scrittura del Literaturhaus di Amburgo. Il suo romanzo Die Tochter meines Vaters (2005) è stato insignito della Menzione d'Onore al New York Book Festival 2008 ed è stato tradotto in spagnolo e in italiano.

## Opere

### Romanzi
- Die Tochter meines Vaters, Schöffling & Co., Francoforte 2005, ISBN 978-3-89561-073-8.
  - traduzione italiana: Volevo sposare Cary Grant Traduzione italiana di Roberta Gado Wiener, Meridiano Zero, Padova 2008, ISBN 978-88-8237-169-2[1]
- Die Witwe, der Lehrer, das Meer, Steidl Verlag, Göttingen 2003. ISBN 3-88243-936-X

### Pubblicazioni in antologie
- Kein Name für eine Stammkneipe, in: Das Hamburger Kneipenbuch, Berlin Verlag 2008. ISBN 9783833304545
- Was macht die Kunst?, in: Kaffee.Satz.Lesen 13-31, mairisch Verlag 2006. ISBN 978-3-938539-05-7

### Pubblicazioni su giornali e riviste
- Angeln gehen, in: Hamburger Abendblatt, 2.6.2007
- Picasso zieht sich an, in: Sprache im technischen Zeitalter, 173

## Premi e riconoscimenti
- 2007: Borsa per il soggiorno-studio al convento di Cismar
- 2006: Premio Friedrich Hebbel
- 2006: Borsa per il soggiorno-studio al Künstlerhaus Lukas
- 2004: Borsa per il soggiorno-studio a Villa Decius, Cracovia
- 2003: Premio scrittori emergenti del Comune di Amburgo